# Amtsgericht Malgarten
Das Amtsgericht Malgarten war ein deutsches Amtsgericht mit Sitz in Malgarten.

## Geschichte
Im Königreich Hannover bestand in Malgarten das Amtsgericht Vörden, welches dem Obergericht Osnabrück nachgeordnet war. Mit der Annexion Hannovers durch Preußen wurde es zu einem preußischen Amtsgericht in der Provinz Hannover. Mit dem Inkrafttreten des deutschen Gerichtsverfassungsgesetzes am 1. Oktober 1879 wurden reichsweit einheitlich Amts-, Land- und Oberlandesgerichte geschaffen. Das Amtsgericht Malgarten blieb bestehe und war nun dem Landgericht Osnabrück nachgeordnet. Sein Gerichtsbezirk umfasste nun das Amt Vörden im Landkreis Bersenbrück. Am Gericht bestand 1880 eine Richterstelle. Das Amtsgericht war damit ein kleines Amtsgericht im Landgerichtsbezirk.
In Folge der Weltwirtschaftskrise wurden 60 Amtsgerichte auf Grund von Sparverordnungen aufgehoben. Mit der Verordnung über die Aufhebung von Amtsgerichten vom 30. Juli 1932 wurde das Amtsgericht Malgarten am 1. Oktober 1932 aufgehoben und sein Sprengel verteilt. Die Stadtgemeinde Bramsche und die Landgemeinden Achmer, Engter, Evinghausen, Kalkriese, Pente und Schleptrup kamen zum Amtsgericht Osnabrück und die Landgemeinden Bieste, Epe, Hesepe, Hinnenkamp, Hörsten, Sögeln und Vörden zum Amtsgericht Bersenbrück.
Gegen die Schließung dieser Amtsgerichte agitierte die NSDAP in vielen Fällen. Nach der Machtergreifung 1933 wurden mit dem Gesetz über die Wiedereinrichtung aufgehobener Amtsgerichte und die Schaffung von Zweigstellen der Amtsgerichte vom 29. August 1933 eine Reihe dieser im Vorjahr aufgehobenen Gerichte zum 1. Oktober 1933 wieder eingerichtet. Anstelle des Amtsgerichts Malgarten wurde das Amtsgericht Bramsche eingerichtet.